# Urovica
Urovica (kyrillisch Уровица) ist ein Dorf in der Opština Negotin im Bezirk Bor in Ostserbien. Der Ort Urovica besteht aus den Ortsteilen Valja Mare, Srbije, Buljevica und Buljevica mika.

## Geschichte und Namen
Im 16. Jahrhundert existierten auf der heutigen Stelle des Dorfes Urovica zwei Dörfer namens Gornja Huhurovica (Obere Huhurovica) und Donja Huhurovica (Untere Huhurovica).
Auf der Landkarte Temišvarski Banat wird das Dorf das erste Mal als ein Dorf unter dem Namen Orovitc erwähnt. Seit 1811 hieß das Dorf Urovica, danach, ab 1833, wurde das Dorf Rovica genannt. Wieso es dann wieder Urovica genannt wurde, ist nicht bekannt.

## Einwohner
Die Volkszählung 2002 (Eigennennung) ergab, dass 1.191 Menschen im Dorf leben.
Weitere Volkszählungen:
- 1948: 3.554
- 1953: 3.429
- 1961: 3.604
- 1971: 3.471
- 1981: 3.146
- 1991: 3.826

## Sonstiges
Die Kirche im Dorf wurde im Jahre 1903 erbaut und ist die zweite erbaute Kirche im Dorf.

## Quellen

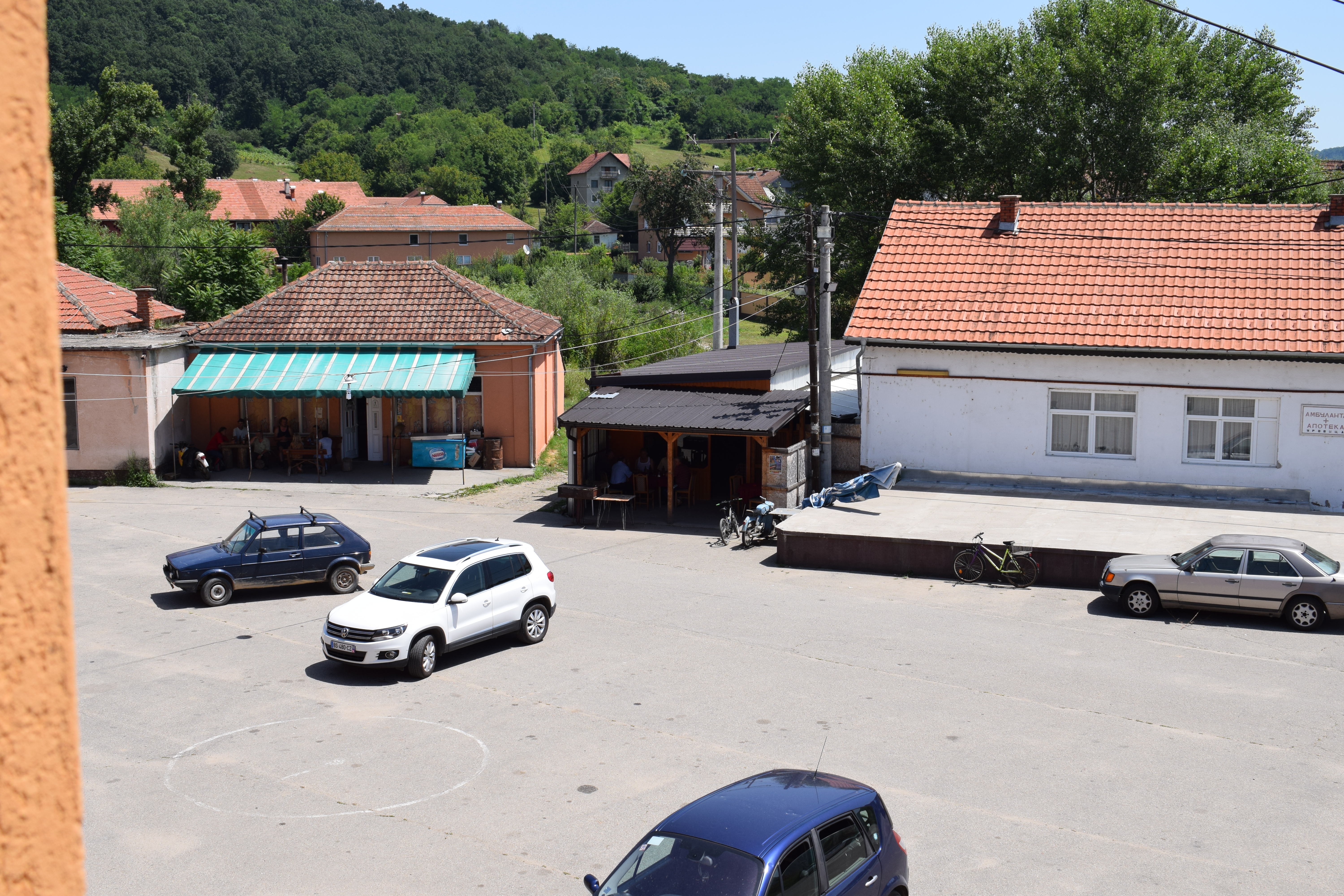
Dorfzentrum "Centar"

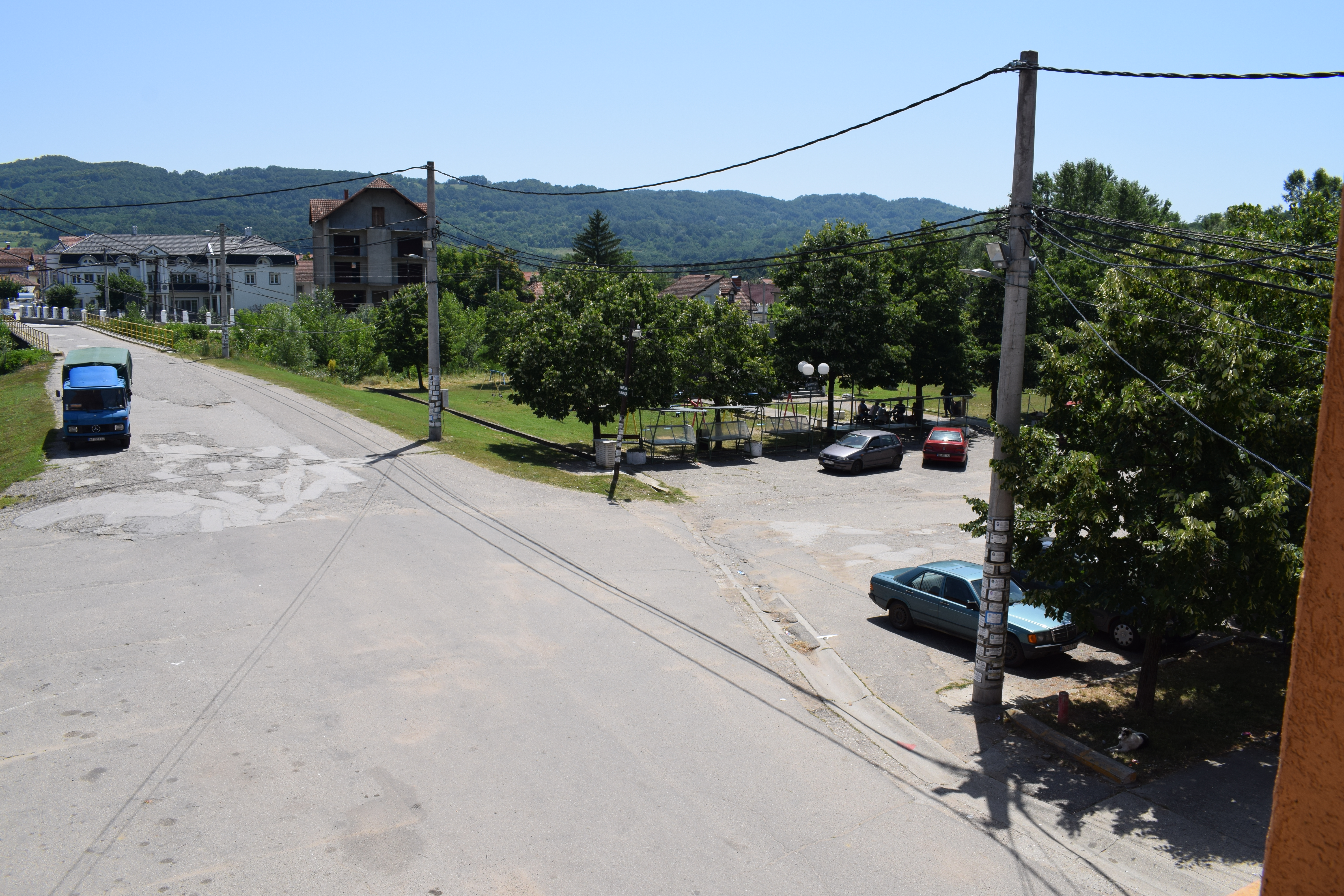
Dorfzentrum mit Blick auf den Ortsteil "Srbije"

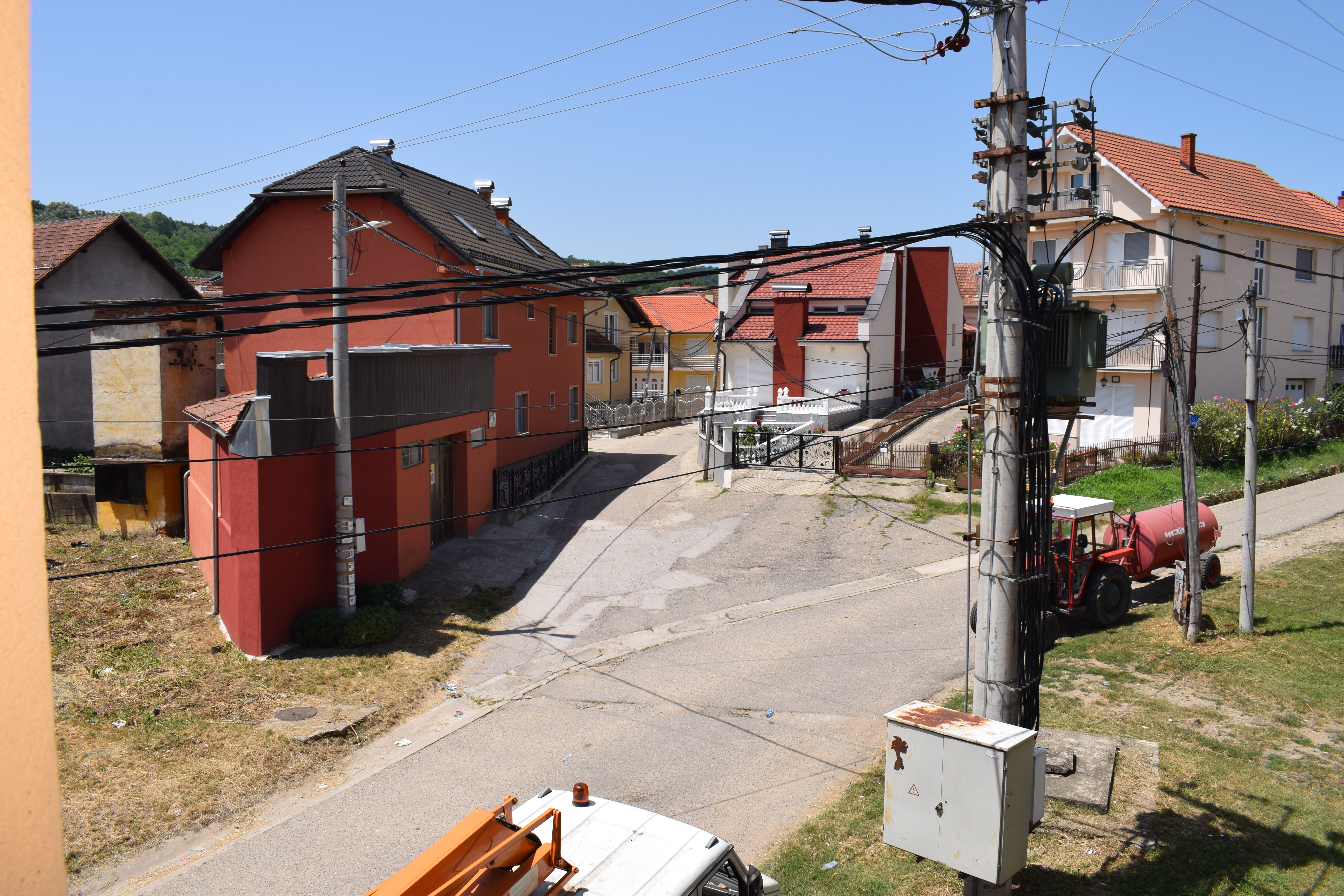
Ortsteil "Valja Mare"